# مسجد نظر بيغ
مسجد نظر بيغ (بالفارسية: مسجد نظر بیگ) هو مسجد تاريخي يعود إلى عصر الدولة الزندية، ويقع في همدان.